# Cayo Selesquí
Cayo Selesquí (también escrito como Seleskí) es una pequeña isla arenosa (cayo) de 4 hectáreas de superficie que forma parte del archipiélago Los Roques, y es administrada como parte de las dependencias federales de Venezuela. 
Se encuentra en el sureste del mar Caribe o mar de las Antillas, siendo una de las Antillas Menores. Desde 1972, como forma parte del grupo de los roques, su territorio está dentro del parque nacional del mismo nombre. Dentro de las zonificaciones establecidas en el parque Selesqui está incluida dentro de la llamada zona primitiva, que protege todo el arrecife coralino que rodea a la isla.
Está localizada al oeste de la ensenada junto con otros cayos como Bequevé, cayo de Agua y Dos Mosquises. La isla tiene importancia para el desove de tortugas marinas, además tiene una gran población de aves por lo que suele ser conocida también como cayo Bobo Negro.